# Willi Korn
Richard Georg Willi Korn (* 31. Juli 1893 in Rogätz; † 7. Mai 1972 in Berlin) war ein deutscher Oberingenieur und Kryptologe, der in der ersten Hälfte des 20. Jahrhunderts wesentlich zur Gestaltung der Rotor-Schlüsselmaschine Enigma beigetragen hat, die während des Zweiten Weltkriegs zur Verschlüsselung des Nachrichtenverkehrs der deutschen Wehrmacht diente.

## Leben

Die von Willi Korns späterem Chef, Arthur Scherbius, erfundene „Handelsmaschine“ (1923) besaß keine Umkehrwalze

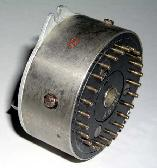
Die Umkehrwalze der Enigma ist Korns wohl berühmteste Erfindung

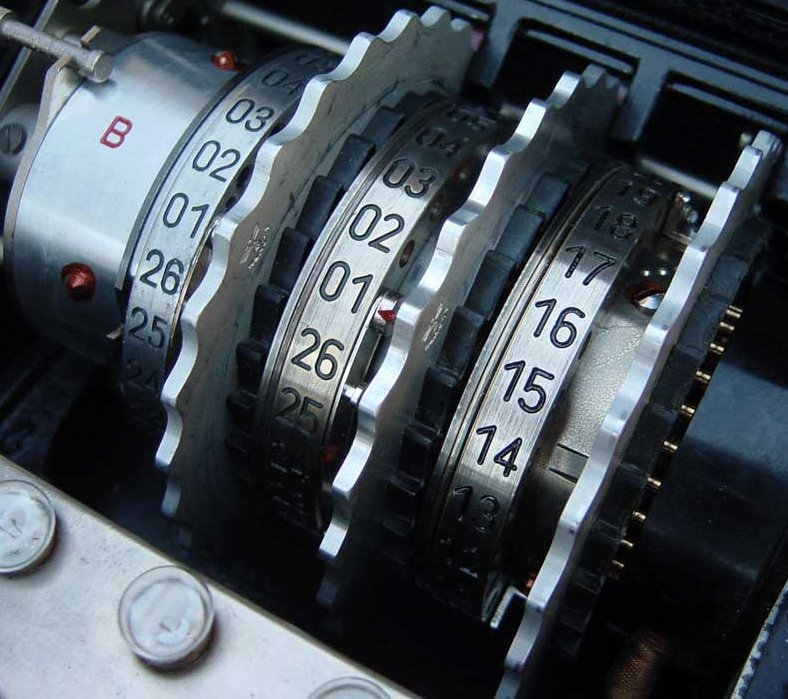
Der Walzensatz der späteren Enigma I enthielt als wichtige kryptographische Komplikation die von Willi Korn erfundenen Ringe. Der Ring der mittleren Walze ist hier auf 01 eingestellt (siehe rotes Dreieck in der Mitte des Bildes). Dazu wurde der Clip nach rechts seitlich herausgezogen und der nun frei auf dem Walzenkörper bewegliche Ring passend gedreht, bis das rote Dreieck auf die hier vorgeschriebene „Ringstellung 01“ zeigte. Bei Loslassen des Clips rastet ein kleiner Bolzen in die Bohrung bei 01 ein (eine „leere“ ist darüber rechts neben 02 gut zu sehen). Dadurch wird der Ring arretiert.

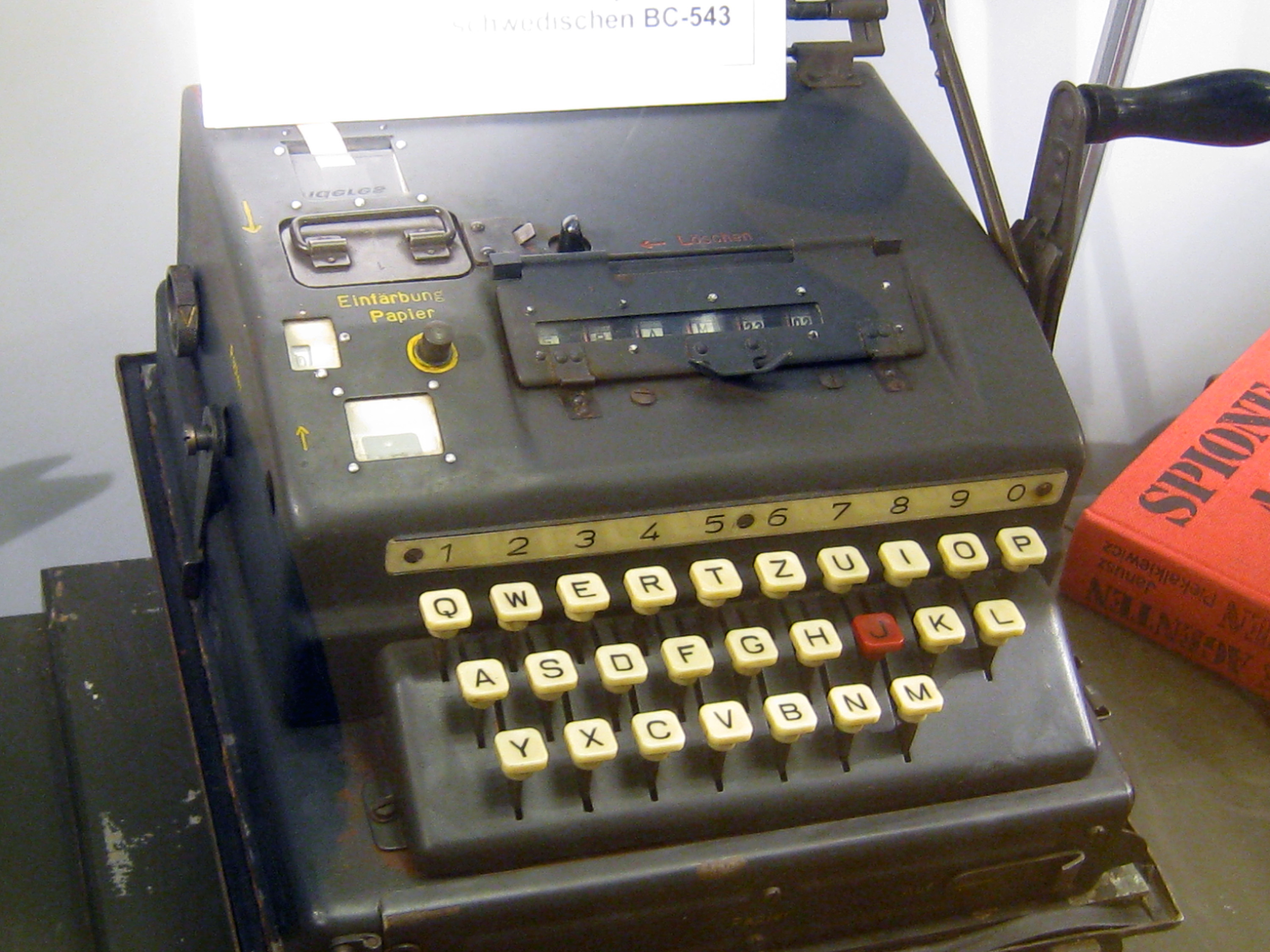
Schlüsselgerät 41 im Festungsmuseum Reuenthal. Gut zu erkennen ist die Tastatur mit den 26 Großbuchstaben des lateinischen Alphabets.

Über Korns Leben ist wenig bekannt. Er war 15 Jahre jünger als Arthur Scherbius (1878–1929), der Erfinder der Enigma. Zur Fertigung dieser Maschine wurde am 9. Juli 1923 die Chiffriermaschinen-Aktiengesellschaft (ChiMaAG) in Berlin (W 35, Steglitzerstr. 2, heute Pohlstraße, 10785 Berlin-Mitte/Tiergarten) gegründet. Laut Friedrich L. Bauer kam Willi Korn im Jahr 1929 zur ChiMaAG.
Schon mehr als drei Jahre zuvor erfand er die Umkehrwalze (UKW) zur Enigma. Zu dieser Zeit existierten nur die frühen Enigma-Modelle, wie die „Handelsmaschine“ und die „Schreibende Enigma“ (siehe auch: Stammbaum der Enigma unter Weblinks), die über keine Umkehrwalze verfügten und für den praktischen Einsatz aufgrund ihrer Größe und ihres hohen Gewichts als nicht optimal geeignet erachtet wurden. Korn beabsichtigte mit seiner Idee zur UKW, die Enigma so zu verbessern, dass sowohl Bedienung und Konstruktion der Maschine vereinfacht als auch die kryptographische Sicherheit gesteigert wurde. Das deutsche Reichspatent mit der Nummer 460457 und dem Titel „Chiffriervorrichtung zur Verwendung bei Chiffriermaschinen“ trägt den Vermerk „Patentiert im Deutschen Reiche vom 11. März 1926 ab“ und als Erfinder ist „Willi Korn in Berlin-Friedenau“ angegeben. Zehn Tage später „Patentiert im Deutschen Reiche vom 21. März 1926 ab“ gilt ein weiteres Patent Korns. Es trägt die Nummer 452194 und den Titel „Elektrische Vorrichtung zum Chiffrieren und Dechiffrieren“.
In der ersten Schrift wird das Austauschen einzelner Walzen sowie die UKW als solche patentiert. Dabei stellt die von Korn erfundene Möglichkeit, einzelne Walzen im Walzensatz zu vertauschen und auch weitere Walzen vorzusehen, die anstelle der im Walzensatz befindlichen eingesetzt werden, ohne Zweifel eine erhebliche Stärkung der kombinatorischen Komplexität der Maschine und somit eine Verbesserung der kryptographischen Sicherheit der Enigma dar.
Das zweite Patent beschreibt weitere Ausgestaltungen der UKW, wie deren Setzen, Austauschen und auch das Rotieren der UKW während der Verschlüsselung. Da die Patente im März 1926 erteilt wurden, kann man davon ausgehen, dass Korn die Idee zur UKW deutlich früher, vermutlich schon 1924 oder noch früher hatte. Die Enigma C, die erste „Glühlampen-Enigma“, war zugleich die erste Maschine, die eine UKW besaß. Nahezu alle folgenden Enigma-Modelle, insbesondere die viele Jahre später im Krieg eingesetzten bis hin zur Enigma-M4, besaßen eine UKW. In der zweiten Patentschrift erläutert Korn die Vorteile seiner Erfindung mit den Worten: „Durch diesen Rückgang des Stromes durch den Chiffrierwalzensatz findet eine weitere Verwürfelung statt. Infolge dieser Anordnung ist es möglich, mit verhältnismäßig wenig Chiffrierwalzen auszukommen und trotzdem eine große Chiffriersicherheit aufrechtzuerhalten.“ Dies ist scheinbar richtig, denn der Strom durchfließt die Walzen ja nun zweimal. Tatsächlich erreichte er durch die UKW, dass das Schlüsselverfahren involutorisch wurde. Das heißt, wenn bei einer bestimmten Stellung der Walzen der Enigma ein U in ein X verschlüsselt wird, dann wird bei dieser Stellung auch ein X in ein U verschlüsselt. So vereinfachte er Bedienung und Konstruktion der Maschine, denn man braucht nicht mehr zwischen Verschlüsselung und Entschlüsselung zu unterscheiden. Die erhoffte Steigerung der kryptographischen Sicherheit jedoch erwies sich als Trugschluss mit weitreichenden Konsequenzen (siehe auch: Kryptographische Schwächen der Enigma).
Im Jahr 1928 erfand er den „Sperr-Ring“ (die späteren Ringstellungen), eine wirksame kryptographische Verbesserung der Maschine. Diese Erfindung stammt klar von ihm und nicht, wie mehrfach falsch publiziert, von seinem Kollegen Paul Bernstein. In den Jahren bis 1930 sind noch weitere Patente Korns erteilt worden, die andere, zumeist praktische Verbesserungen von Chiffriermaschinen zum Thema hatten (siehe auch: Enigma-Patente). Laut einem amerikanischen Nachkriegsbericht über die Chiffrierabteilung des Oberkommandos der Wehrmacht (OKW/Chi) arbeitete Korn später mit dem dortigen Leiter der Hauptgruppe Kryptanalyse, Ministerialrat Wilhelm Fenner, an der Weiterentwicklung der Enigma zusammen.
Während des Zweiten Weltkriegs arbeitete Korn, damals Chefingenieur von Heimsoeth & Rinke, seit 1934 Nachfolgefirma der ChiMaAG, auch an anderen, innovativen Schlüsselmaschinen, wie dem Schlüsselgerät 41 (SG-41). Diese Maschine wäre, wie einem Bericht der amerikanischen Army Security Agency aus dem Jahr 1946 entnommen werden kann, vermutlich praktisch unbrechbar gewesen. Allerdings gelangte sie aufgrund von technischen und Nachschub-Problemen nicht mehr zum Feldeinsatz.
Willi Korn überlebte den Zweiten Weltkrieg und starb mit 78 Jahren in West-Berlin.